# Eufemius de Messina
Eufemius (secolul al IX-lea) a fost un amiral bizantin, născut probabil la Messina.
În jurul anului 826, împăratul Mihail al II-lea al Bizanțului a numit un nou guvernator al Siciliei numit fie Constantin, fie Fotin, care la rândul său a acordat comanda flotei lui Eufemius, la acea vreme un bogat proprietar. Acuzat de a fi sedus o tânără călugăriță, acesta a pus la cale o răscoală antibizantină și, după câteva succese militare, s-a autoproclamat împărat în Siracusa, independent de Constantinopol. Eufemius era un conducător carismatic și, respectat ca rege, titlul imperial însemna că domină întreg teritoriul insulei. Conștient că nu are șanse să reziste întăririlor care se pregăteau să sosească de la Constantinopol, el a apelat la conducătorii musulmani din Ifriqiya, propunându-le arabilor să preia Sicilia și Malta de la bizantini. În vara anului 827 el și-a unit forțele cu o puternică flotă condusă de Asad ibn al-Furat, însă a murit la sfârșitul acelui an, fiind ucis de către membrii garnizoanei imperiale de la Enna. Eufemius este considerat ca fiind cel care a inițiat invazia sarazinilor asupra Siciliei și Maltei și cel care a început stăpânirea musulmană de două secole asupra insulei de către Emiratul de Sicilia.